# Muricella flexuosa
Muricella flexuosa is een zachte koraalsoort uit de familie Acanthogorgiidae. De koraalsoort komt uit het geslacht Muricella. Muricella flexuosa werd in 1865 voor het eerst wetenschappelijk beschreven door Verrill. 